# Registro Nacional de Monumentos Históricos da Romênia

Logotipo do monumento histórico

O Registro Nacional de Monumentos Históricos da Romênia (em romeno:  Lista Monumentelor Istorice (LMI)) é o nome oficial na língua portuguesa da lista do governo da Romênia de locais de patrimônio nacional conhecidos como Monumente istorice. Na Romênia, esses incluem locais, edifícios, estruturas e objetos considerados dignos de preservação devido à importância de seu patrimônio cultural romeno. A lista foi criada em 2004 e contém lugares que foram designados como monumentos históricos. O Registro Nacional é mantido pelo Instituto Nacional Romeno de Monumentos Históricos, que é parte do Ministério da Cultura. O Registro Nacional contém 29.540 locais de patrimônio.